# Heure en Europe
| Bleu clair | Heure d'Europe de l'Ouest / Temps moyen de Greenwich (UTC)                                     |
| Bleu       | Heure d'Europe de l'Ouest / Temps moyen de Greenwich (UTC)                                     |
| Bleu       | Heure d'été d'Europe de l'Ouest / Heure d'été du Royaume-Uni / Heure normale d'Irlande (UTC+1) |
| Rouge      | Heure normale d'Europe centrale (UTC+1)                                                        |
| Rouge      | Heure d'été d'Europe centrale (UTC+2)                                                          |
| Jaune      | Heure normale d'Europe de l'Est / Heure de Kaliningrad (UTC+2)                                 |
| Ocre       | Heure normale d'Europe de l'Est (UTC+2)                                                        |
| Ocre       | Heure d'été d'Europe de l'Est (UTC+3)                                                          |
| Vert       | Heure de Moscou / Heure en Turquie (UTC+3)                                                     |
| Turquoise  | Heure en Arménie / Heure en Azerbaïdjan / Heure en Géorgie (UTC+4)                             |

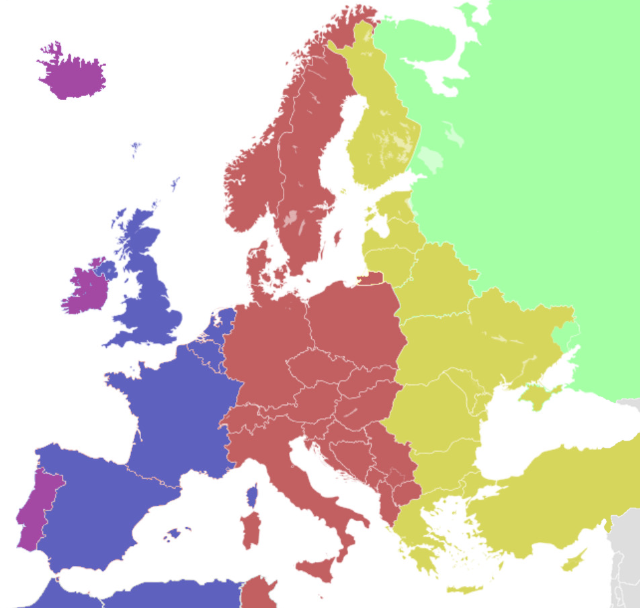
Fuseaux horaires hypothétiques en Europe si chaque pays appliquait systématiquement l’horaire solaire de là où se trouve la partie principale du pays.

Le continent européen est traversé par les fuseaux horaires UTC-01:00 à UTC+03:00 (et même UTC+04:00 si l'on inclut les pays du Caucase). La plupart des pays et territoires du continent observent l'heure d'été. Le 26 mars 2019, le Parlement européen a toutefois décidé à une large majorité d'abolir le changement d'heure dès 2021, bien que ce projet semble aujourd'hui être au point mort.

## Écarts entre les heures légales et solaires
| Couleur | Heure légale vs heure moyenne locale |
| ------- | ------------------------------------ |
|         | 1 h ± 30 m de retard                 |
|         | 0 h ± 30 m                           |
|         | 1 h ± 30 m d'avance                  |
|         | 2 h ± 30 m d'avance                  |

| Couleur | Heure légale vs heure moyenne locale |
| ------- | ------------------------------------ |
|         | 1 h ± 30 m de retard                 |
|         | 0 h ± 30 m                           |
|         | 1 h ± 30 m d'avance                  |
|         | 2 h ± 30 m d'avance                  |
|         | 3 h ± 30 m d'avance                  |

## Fuseaux horaires
| Heure standard | Heure d'été | États membres et régions ultrapéripheriques de l'UE concernés | États et territoires hors UE concernés | Noms usuels (heure standard)                                                                                   | Noms usuels (heure d'été)                                                                                      |
| -------------- | ----------- | --- | --- | --- | --- |
| UTC−01:00      | UTC±00:00   | - Açores (Portugal) | | - Heure des Açores (AZOT) - Further-Western european Time (FWT)                                                | - Heure d'été des Açores (AZOST) - Further-Western european Summer Time (FWST)                                 |
| UTC±00:00      | UTC±00:00   | | - Islande | - Heure d'Europe de l'Ouest (WET) - Heure de l'Islande (ICT)                                                   | - Heure d'Europe de l'Ouest (WET) - Heure de l'Islande (ICT)                                                   |
| UTC±00:00      | UTC+01:00   | - Îles Canaries (Espagne) - Irlande - Portugal - dont Madère - sauf Açores | - Royaume-Uni - sauf Gibraltar - Guernesey (Royaume-Uni) - Île de Man (Royaume-Uni) - Îles Féroé (Danemark) - Jersey (Royaume-Uni)                                                                                 | - Heure d'Europe de l'Ouest (WET) - Greenwich Mean Time (GMT)                                                  | - Heure d'été d'Europe de l'Ouest (WEST) - Heure d'été britannique (BST) - Heure standard d'Irlande (IST)      |
| UTC+01:00      | UTC+02:00   | - Allemagne - Autriche - Belgique - Croatie - Danemark - Espagne - sauf Îles Canaries - France - Hongrie - Italie - Luxembourg - Malte - Pays-Bas - Pologne - Slovaquie - Slovénie - Suède - République tchèque | - Albanie - Andorre - Bosnie-Herzégovine - Gibraltar (Royaume-Uni) - Kosovo - Liechtenstein - Macédoine - Monaco - Monténégro - Norvège - dont Jan Mayen - dont Svalbard - Saint-Marin - Serbie - Suisse - Vatican | - Heure normale d'Europe centrale (HNEC, CET)                                                                  | - Heure d'été d'Europe centrale (HAEC, CEST)                                                                   |
| UTC+02:00      | UTC+02:00   | | - Oblast de Kaliningrad (Russie) | - Heure de Kaliningrad (KALT, USZ1)                                                                            | - Heure de Kaliningrad (KALT, USZ1)                                                                            |
| UTC+02:00      | UTC+03:00   | - Bulgarie - Chypre - Estonie - Finlande - Grèce - Lettonie - Lituanie - Roumanie | - Bases d'Akrotiri et Dhekelia (Royaume-Uni) - Chypre du Nord - Moldavie - dont Transnistrie - Ukraine - sauf Crimée - sauf République populaire de Donetsk - sauf République populaire de Lougansk                | - Heure d'Europe de l'Est (EET)                                                                                | - Heure d'été d'Europe de l'Est (EEST)                                                                         |
| UTC+03:00      | UTC+03:00   | | - Abkhazie (Géorgie) - Biélorussie - République populaire de Donetsk ( Ukraine) - République populaire de Lougansk ( Ukraine) - Ossétie du Sud-Alanie (Géorgie) - Russie occidentale - Turquie                     | - Heure de Moscou (MSK) - Heure en Turquie (TRT) - Heure de Minsk (MINT) - Further-eastern European Time (FET) | - Heure de Moscou (MSK) - Heure en Turquie (TRT) - Heure de Minsk (MINT) - Further-eastern European Time (FET) |
| UTC+04:00      | UTC+04:00   | | - Arménie - Azerbaïdjan - Géorgie - sauf Abkhazie - sauf Ossétie du Sud-Alanie | - Heure d'Arménie (AMT) - Heure d'Azerbaïdjan (AZT) - Heure de Géorgie (GET)                                   | - Heure d'Arménie (AMT) - Heure d'Azerbaïdjan (AZT) - Heure de Géorgie (GET)                                   |

## Pays et territoires n'observant pas l'heure d'été
La plupart des pays européens observent l'heure d'été, sauf :
- Arménie
- Azerbaïdjan
- Biélorussie
- Géorgie
  - dont  Abkhazie
  - dont  Ossétie du Sud-Alanie
- Islande
- Russie
- Turquie

## Opinion publique
D'après un sondage en ligne de l'Union européenne, mené en juillet et août 2018, 84 % des Européens, représentés par un échantillon de 4,6 millions de personnes, souhaitent que l’Union supprime le changement d’heure. Toutefois, Grecs et Chypriotes souhaitent le conserver.
En 2018, la Commission européenne et le Parlement européen espèrent pouvoir, en cas d'accord, mettre fin à la réglementation sur le changement d'heure avant avril 2019. Les États membres devraient alors pouvoir choisir librement leur fuseau horaire.
La Belgique, le Luxembourg, et les Pays-Bas pourraient toutefois conserver une zone horaire commune.